# Perinthos
Perinthos sau Perinthus (în greacă veche ἡ Πέρινθος) a fost un oraș mare și înfloritor al Traciei Antice, situat pe țărmul Propontidei (Marea Marmara). Potrivit poetului bizantin Ioan Tzetzes, el a purtat în vechime numele de Mygdonia (Μυγδονία). 
Orașul se afla la 22 km vest de Selymbria, pe o mică peninsulă a golfului care îi poartă numele, și a fost construit ca un amfiteatru, pe versantul unui deal. Perinthos a fost inițial o colonie samiană și, potrivit lui George Syncellus, a fost fondat în jurul anului 599 î.Hr. Arheologul german Theodor Panofka l-a considerat, cu toate acestea, contemporan cu Samothraki, care datează din jurul anului 1000 î.Hr. Perinthos a devenit faimos pentru rezistența sa încăpățânată împotriva atacului regelui Filip al V-lea al Macedoniei. La acea vreme se pare că era un oraș mai important și mai înfloritor chiar decât Byzantium și, fiind un port și un punct de intersecție a mai multor drumuri principale, era un important centru comercial al regiunii. Această circumstanță explică motivul pentru care au fost descoperite atât de multe monede bătute în Perinthos care transmit informația că aici aveau loc un număr mare de festivaluri.
Începând din secolul al IV-lea d.Hr. orașul a fost redenumit Heracleea sau Heracleia (Ἡράκλεια); această denumire este folosită uneori singură și, alteori, în formele compuse Heracleea Thraciae și Heracleea Perinthus.
Împăratul Iustinian a restaurat vechiul palat imperial și apeductele orașului. Un număr mare de monede bătute în Perinthos s-au păstrat până în epoca contemporană, fiind descoperite cu prilejul săpăturilor arheologice.
Locul orașului antic se află în apropierea orașului modern Marmara Ereğlisi din Turcia.